# يوردان سوكولوف
يوردان سوكولوف هو سياسي بلغاري، ولد في 18 يناير 1933 في صوفيا في بلغاريا، وتوفي بنفس المكان في 24 فبراير 2016. نشط حزبياً في Union of Democratic Forces (Bulgaria) ‏. وقد انتخب عضو الجمعية الوطنية البلغارية ‏.